# Исаков, Владимир Ильич
Влади́мир Ильи́ч Иса́ков (род. 21 июля 1950, с. Воскресенск, Кировский район, Калужская область) — советский и российский военачальник. Начальник Тыла Вооружённых сил Российской Федерации — заместитель Министра обороны Российской Федерации (1997—2008), генерал армии (2002).

## Биография
Родился в селе Воскресенск Кировского района Калужской области. Отец — Илья Николаевич Исаков, участник Великой Отечественной войны.
В Вооружённых Силах СССР с 1967 года. Окончил Московское военное училище гражданской обороны (1970 год), Военную академию тыла и транспорта (1977 год), Военную академию Генерального штаба Вооруженных Сил имени К. Е. Ворошилова (1988 год).

## Военная служба в СССР
Служил в войсках Гражданской обороны СССР, командовал взводом разведки отдельного механизированного батальона, в 1971—1975 годах — командир роты, в Ленинградском военном округе. После окончания академии продолжил службу в частях Тыла Вооружённых Сил СССР: с 1977 — заместитель командира 153-го танкового полка по тылу в Группе советских войск в Германии, с 1980 года — заместитель начальника штаба тыла — начальник тылового пункта управления 20-й общевойсковой армии там же. С 1982 года — заместитель командира дивизии по тылу — начальник тыла мотострелковой дивизии в Сибирском военном округе (Омск).

## Афганская война
С ноября 1984 года находился в Афганистане в составе Ограниченного контингента советских войск. Занимал должность заместителя начальника тыла 40-й армии. Участник Афганской войны. 15 мая 1986 года был тяжело ранен у н.п. Алихейль под Джелалабадом в ходе ракетного обстрела командного пункта. Жизнь Исакова была спасена благодаря действиям командующего 40-й армией генерал-лейтенанта В. П. Дубынина. Обстоятельства этого ранения в военной литературе описываются так:

«Это было в мае 1986-го, ровно через месяц после того, как Дубынин стал командармом. „Духи“ внезапно нанесли артиллерийский удар по вновь разворачиваемому командному пункту группировки. Несколько старших офицеров были ранены сразу, один из них, полковник Владимир Исаков — тяжело. Шансов выжить при подобном ранении минимум, в полевых условиях — ноль. Вызвали вертолёт. Но пилот, увидев, что творится на посадочной площадке, а она оказалась хорошо пристрелянным местом, передал по рации, что ввиду невозможности сесть берет курс на базу. В принципе винить вертолётчиков было не в чём, но допустить, чтобы на его глазах умер от ран полковник, Дубынин не мог. Дав предупредительный выстрел из „Шилки“ в сторону вертолёта, он спокойно, сдерживая себя изо всех сил, передал по рации: — Если не сядешь, я тебя сам собью… Произнесено это было таким тоном, что у боевого лётчика не возникло даже тени сомнения, что генерал так и поступит. И вертолёт сел. Пока грузили раненых, машину буквально закрыли от обстрела стеной ответного огня. Всех благополучно доставили в госпиталь, и полковник выжил.»

После выздоровления направлен на учёбу в Военную академию Генерального Штаба Вооружённых Сил СССР. В 1988 году окончил её и назначен заместителем командующего армией по тылу — начальником тыла армии (общевойсковой) Киевского военного округа. С 1989 года — начальник штаба тыла — заместитель начальника тыла Западной группы войск на территории Германии.

## Военная служба в Российской Федерации
С 1992 года — заместитель Главнокомандующего Западной группы войск по тылу — начальник тыла ЗГВ. С декабря 1994 года — начальник кафедры тыла и технического обеспечения в Военной академии Генерального штаба Вооружённых Сил России. В ноябре 1996 года назначен начальником штаба — первым заместителем начальника Тыла Вооружённых Сил Российской Федерации.
С июня 1997 года — начальник Тыла Вооружённых Сил Российской Федерации — заместитель Министра обороны Российской Федерации. Указом Президента Российской Федерации от 22 февраля 2002 года присвоено воинское звание генерал армии. Автор ряда научных трудов и учебных пособий по организации и работе органов тыла Вооружённых Сил.

## В отставке
В декабре 2008 года освобождён от занимаемой должности и уволен в запас с военной службы, хотя до истечения предельного срока пребывания на военной службе Исакова оставалось свыше 2 лет. В ряде публикаций высказывались предположения, что внезапная отставка связана с несогласием В. И. Исакова с поспешной реформой Вооружённых Сил и, в частности, органов тыла, начатой Министром обороны Российской Федерации А. Э. Сердюковым. 
Является председателем общественного фонда имени Героя России генерала армии Дубынина Виктора Петровича. Главный инспектор (генеральный инспектор) Управления генеральных инспекторов Министерства обороны Российской Федерации.
Живёт в Москве. Женат, двое детей.

## Высшие воинские звания
- генерал-майор (1988)
- генерал-лейтенант (1994)
- генерал-полковник (18.12.1997)
- генерал армии (22.02.2002)

## Награды
- Орден «За заслуги перед Отечеством» IV степени
- Орден Александра Невского (2020)[2]
- Орден «За военные заслуги» (1999)
- Орден Красного Знамени[3]
- Два ордена Красной Звезды (1986, 1992)
- Орден «За службу Родине в Вооружённых Силах СССР» III степени (1984)
- Медали[4]
- Орден «За храбрость» Демократическая Республика Афганистан
- Государственная премия Российской Федерации имени Маршала Советского Союза Г. К. Жукова
- Почётная грамота правительства Российской Федерации (2000)[5]
- Почётный гражданин Калужской области
- Юбилейная медаль «70 лет Калужской области» (17 июля 2015) — за особые заслуги и высокие личные достижения, способствующие социально-экономическому развитию Калужской области
- Именное наградное оружие

## Публикации
- Тыл Вооружённых Сил России: Состояние и перспективы развития // Российское военное обозрение : Ежемесячный журнал. Информационно-аналитическое издание Министерства обороны Российской Федерации. — М.: Агентство «Военинформ», 2008. — № 8 (55). — ISSN 0134-921X.

;
Член авторского коллектива
- Тыл Вооруженных сил, 300 лет. — М.: Защитники Отчизны, 2000. — ISBN 5-93904-001-2.
- Штаб тыла Вооруженных Сил - 60 лет. — М.: Защитники Отчизны, 2001. — ISBN 5-901710-01-0.
- История Тыла Краснознаменного Дальневосточного военного округа. — М., 2003 — ISBN 5-93904-001-2.

Книги, вышедшие под его редакцией
- Тыл Вооруженных сил в документах: Великая Отечественная война (1941-1945 гг.). — [М.], 2000. — ISBN 5-900053-021-3.
- Тыл Вооруженных Сил на рубеже XX-XXI веков. — Москва: Штаб Тыла Вооруженных Сил РФ, 2007.
- Российские предприятия — Тылу Вооруженных Сил. — М.: Военный Парад, 2005. — ISBN 5-7734-0008-1.
- Военная экология. 2-е изд. — Москва: Камертон; Смоленск: Маджента, 2006. — ISBN 5-98156-063-0.
- Организация экологической безопасности военной деятельности. — М., 2005.

## Документальные фильмы
- Ссылка на фильм «Совершенно секретно: ГСВГ». Посвящён выводу Западной Группы Войск из Германии, где генерал Исаков был на тот момент начальником тыла. Фильм в том числе освещает масштабы коррупционных схем при выводе ЗГВ. В нём утверждается (мин. 25.40-26.40), что по возвращении на Родину генерал Исаков в числе первых (в 1991 г., за 3 года до окончательного вывода войск) обзавелся т. н. жильем для военнослужащих ЗГВ: поселился в Москве на Рублевском шоссе, в то время когда объединения, соединения и части ЗГВ выводились порой в чистое поле.